# Quando muore una stella
Quando muore una stella (The Legend of Lylah Clare) è un film statunitense del 1968 diretto da Robert Aldrich.
È un film drammatico con Kim Novak, Peter Finch e Ernest Borgnine. È il remake dell'episodio The Legend of Lylah Clare della serie televisiva antologica The DuPont Show of the Week, andato in onda il 19 maggio 1963 sulla NBC.

## Trama
Il produttore Barney Sheean offre a Elsa Brinkmann il ruolo di protagonista nel film biografico dedicato alla diva degli anni 30 Lylah Clare. Come regista viene ingaggiato il precedente marito della diva Lewis Zarkan che trovandosi una interprete senza troppo talento può plasmarla a suo piacimento. Elsa gradualmente si innamora di Lewis ma soprattutto si convince di essere la diva Lylah. Purtroppo si scopre che Lewis aveva ucciso Lylah e che farà lo stesso con Elsa.

## Produzione
Il film, diretto da Robert Aldrich su una sceneggiatura di Hugo Butler e Jean Rouverol, fu prodotto dallo stesso Aldrich per la Metro-Goldwyn-Mayer tramite la The Associates & Aldrich Company e girato nei Metro-Goldwyn-Mayer Studios a Culver City e a Hollywood in California dal 12 luglio al 16 novembre 1967.

## Curiosità
Per il ruolo della protagonista, assunto da Kim Novak, furono pubblicamente fatti anche i nomi di Ursula Andress e Jeanne Moreau. Nel cast artistico del film è presente anche una inedita "compagine" italiana scelta dal regista, ovvero gli attori Valentina Cortese, Rossella Falk e Gabriele Tinti.

## Distribuzione
Il film fu distribuito negli Stati Uniti il 21 agosto 1968 dalla Metro-Goldwyn-Mayer.
Alcune delle uscite internazionali sono state:
- in Germania Ovest il 15 novembre 1968 (Große Lüge Lylah Clare)
- in Portogallo il 27 novembre 1968 (A Lenda de uma Estrela)
- in Finlandia il 31 gennaio 1969 (Harhakuva)
- in Svezia il 3 febbraio 1969 (Vad hände den natten)
- in Danimarca il 2 luglio 1969 (Døden spejler sig)
- in Messico il 29 gennaio 1970 (La leyenda de Lylah Clare)
- in Francia nel novembre del 1994 (Le démon des femmes)
- in Turchia (Disi seytan)
- in Ungheria (Lylah Clare legendája)
- in Grecia (Stin skia mias agapis)
- in Italia il 29 novembre 1968 (Quando muore una stella)

## Promozione
La tagline è: "Overnight, she became a star...Over many nights, she became a legend.".

## Critica
Secondo il Morandini il film "è, dopo Il grande coltello (1955), la seconda, crudele, aggressiva incursione di Aldrich nel microcosmo di Hollywood e dei suoi miti, ma in chiave più psicologica (ambiguità, perversioni, schizofrenia) che sociale". Il film non ebbe successo ma risulta comunque "squilibrato ed eccessivo, un film notevole, fuori dalla norma".